# Born to Run (Lied)
Born to Run ist ein Lied des US-amerikanischen Rockmusikers Bruce Springsteen, und der Titelsong seines Albums Born to Run. Bei seiner Veröffentlichung merkte der Musikkritiker Robert Christgau an, dass es vom Wall of Sound beeinflusst sei und nannte es „the fulfillment of everything (die Einlösung von alledem) was 'Be My Baby' war und weit mehr“.

## Entstehung
Das Lied wurde Anfang 1974 in Long Branch (New Jersey) geschrieben und war Bruce Springsteens letzter Versuch, erfolgreich zu werden. Das Jahr zuvor hatte er zwei Alben veröffentlicht, die von Kritikern zwar gelobt, kommerziell aber nicht erfolgreich wurden.
Das in der Ich-Form geschriebene Lied ist ein Liebesbrief an ein Mädchen namens Wendy, für die der autovernarrte Protagonist zwar die Fähigkeit, nicht aber die Geduld hat, sie zu lieben. Allerdings hat Springsteen angemerkt, dass das Lied einen viel einfacheren Sinn hat: aus Freehold Borough, New Jersey abzuhauen. Die U.S. Route 9 in New Jersey wird im Text erwähnt: „sprung from cages out on Highway 9“ (dem Käfig entsprungen raus auf den Highway 9).
In seinem 1996 geschriebenen Buch „Songs“ schreibt er, dass das Lied anfangs auf einer Gitarre um den eröffnenden Riff komponiert wurde und auf einem Klavier fertiggestellt wurde, wie die meisten auf dem Album „Born to Run“ enthaltenen Lieder. Das Lied steht in E-dur.
In seiner Zeit vor „Born to Run“ war Springsteen, speziell in seiner Heimatregion im Nordosten der USA, wohlbekannt für seine monumentalen Live-Shows. Born to Run war Teil seines Programms, lange bevor es auf Platte veröffentlicht wurde. Es wurde seit Mai 1974 gespielt, wenn nicht schon früher.
Die erste Aufnahme des Liedes stammt von Allan Clarke von der britischen Gruppe The Hollies, die Veröffentlichung wurde aber verschoben, damit sie erst nach der von Springsteen stattfand.

## Aufnahme
Bei der Aufnahme des Liedes erwarb Springsteen erstmals seinen Ruf als Perfektionist, als er schlussendlich elf Gitarrenspuren zusammensetzte, um den perfekten Klang zu erhalten. Die Aufnahmegeschichte und alternative Versionen und Ideen der Arrangements wurden in der Dokumentar-DVD Wings For Wheels veröffentlicht, die Bestandteil der Born to Run 30th Anniversary Edition war.
Das Stück wurde 1974 während einer Tourunterbrechung in den 914 Sound Studios in Blauvelt aufgenommen. Die endgültige Fassung wurde am 6. August eingespielt, ein gutes Stück vor dem restlichen Album. Als Schlagzeuger wird Ernest Carter und David Sancious an den Tasteninstrumenten genannt. Auf dem Rest des Albums wurden sie durch Max Weinberg und Roy Bittan ersetzt. Sie spielten auch später in der E Street Band, die zu dieser Zeit auf Springsteens Plattenaufnahmen nicht genannt wurde. Es gibt auch eine Version, nur mit Mike Appel als Produzenten. Erst im folgenden Jahr, als die Arbeit am Album nicht weiterkam, wurde Jon Landau als weiterer Produzent dazugeholt. Der spätere Aufnahmeleiter Jimmy Iovine nahm den Hauptteil der Sessions auf.
Eine Vorversion des Stücks, mit einer leicht abweichenden Abmischung, wurde Anfang November 1974 von Apple an den Disc Jockey Ed Sciaky vom Sender WMMR in Philadelphia gegeben und innerhalb von ein paar Wochen an eine Reihe weiterer Sender des Progressive Rocks wie WNEW-FM in New York, WMMS in Cleveland, WBCN in Boston und WVBR in Ithaca weitergeleitet. Das Stück wurde augenblicklich recht populär und führte dazu, dass Springsteens ersten beiden Alben auch häufiger gespielt wurden, wie auch dazu, dass die Erwartungshaltung für das neue Album stieg.
Nach der Veröffentlichung des Albums wurde es ein unglaublicher Erfolg für Springsteen und brachte ihm Starruhm und mehrere Titelgeschichten, u. a. im Time- und Newsweek-Magazin.

## Ehrungen und Auszeichnungen
- 2004 wurde Born to Run vom Radiosender WXPN auf Platz 6 der Liste der The 885 All-Time Greatest Songs gewählt.
- Das Rolling Stone Magazin setzte das Lied auf seiner Liste der 500 besten Songs aller Zeiten auf Platz 21.
- Der Song wurde 2003 vom QMagazin auf Platz 920 der Liste der „1001 Greatest Songs Ever“ gelistet, in der er als bester „for working class heroes.“ bezeichnet wurde.
- Er ist einer der The Rock and Roll Hall of Fame's 500 Songs That Shaped Rock and Roll.[3]
- 2001 platzierte die RIAA das Lied in der Liste der Songs of the Century auf Platz 135 von 365.
- 1999 nahm National Public Radio das Lied in die Liste „NPR 100“, der Liste der bedeutendsten amerikanischen Musikwerke des 20. Jahrhunderts auf.[4]

## Titelliste
1. Born to Run – 4:31
2. Meeting Across the River – 3:18

Die B-Seite war schlicht ein Stück aus dem Album; Springsteen nutzte bis 1980 kein bis dahin unveröffentlichtes Material als B-Seite.

## Besetzung
- Bruce Springsteen – elektrische und akustische Gitarre, Gesang
- Garry Tallent – Bass
- Ernest „Boom“ Carter – Schlagzeug
- David Sancious – Piano, Fender Rhodes Piano, Synthesizer
- Danny Federici – Hammondorgel, Glockenspiel
- Clarence Clemons – Tenorsaxophon
- Nicht genannt – Tambourin, Streicher, Bläser

## Geschichte der Aufführung
Das Stück wurde seit 1975 auf nahezu jedem Springsteen Konzert, mit Ausnahme einiger Solokonzerte, gespielt (auch wenn es nicht auf der Bruce Springsteen with The Seeger Sessions Band Tour gespielt wurde). Meist wird dabei die Saalbeleuchtung angeschaltet.
Das Lied wurde auf insgesamt sechs Livealben oder -DVDs veröffentlicht:
- Eine 1975er Born to Run Tour Reinterpretation auf dem Album/DVD Hammersmith Odeon London '75, die 2006 veröffentlicht wurde;
- Eine Aufnahme von der 1985er Born in the U.S.A. Tour auf dem Album Live 1975–85, das 1986 erschien;
- Eine absolut eigenständige akustische Version mit Sologitarre von der Tunnel of Love Express Tour, die auf der EP Chimes of Freedom 1988 veröffentlicht wurde.
- Eine Version von der 2000er Reunion Tour auf Bruce Springsteen & the E Street Band: Live In New York City, veröffentlicht 2001.
- Eine Aufnahme der Rising Tour 2002 auf der DVD Live in Barcelona, veröffentlicht 2003.
- Eine Version von der 2009er Working on a Dream Tour auf der DVD London Calling: Live in Hyde Park von 2010.

"Born to Run" wurde auch als zweite von vier Nummern während des Halbzeitauftritts von Springsteen and the E Street Band beim Super Bowl XLIII gespielt.
In Jon Stewarts letzter Folge als Moderator der The Daily Show am 6. August 2015 trat Springsteen mit Land of Hope and Dreams und Born to Run auf.

## Musikvideos
Da zur Zeit der Veröffentlichung des Liedes Musikvideos kaum wichtig waren, wurde kein Video zur Originalveröffentlichung gedreht.
- 1987 wurde für MTV und andere Musikkanäle ein Video veröffentlicht, das Live-Aufführungen des Liedes von der Born in the U.S.A. Tour von 1984–85 zeigt. In dieses Video sind Teile anderer Lieder eingestreut, und es endet mit dem für Springsteen typischen Thank you an seine Fans.
- 1988 zeichnete Meiert Avis eine akustische Version des Liedes auf, das Springsteen während der Tunnel of Love Express Tour spielte.
- Beide Videos sind in den Sammlungen Video Anthology / 1978-88 und The Complete Video Anthology / 1978-2000 enthalten.

## Kommerzieller Erfolg

### Chartplatzierungen
„Born to Run“ war Springsteens weltweit erste Singleauskopplung. Das Stück war außerhalb der USA anfangs wenig erfolgreich. Im Jahr der Veröffentlichung war es weder in Deutschland, noch in der Schweiz oder Österreich und auch nicht in Großbritannien platziert.
In den USA wurde es durch eine starke Präsentation von Sendern, die sich auf Albumveröffentlichungen und progressiven Rock spezialisiert hatten, zu einem Top40-Hit, mit der höchsten Platzierung auf Platz 23 der Billboard Hot 100.
| ChartsChartplatzierungen       | Höchstplatzierung | Wochen |
| ------------------------------ | ----------------- | ------ |
| Vereinigte Staaten (Billboard) | 23 (11 Wo.)       | 11     |
| Vereinigtes Königreich (OCC)   | 93 (1 Wo.)        | 1      |

### Auszeichnungen für Musikverkäufe
| Land/Region                  | Auszeichnungen für Musikverkäufe (Land/Region, Auszeichnung, Verkäufe) | Verkäufe  |
| ---------------------------- | ---------------------------------------------------------------------- | --------- |
| Australien (ARIA)            | 2× Platin                                                              | 140.000   |
| Italien (FIMI)               | Gold                                                                   | 25.000    |
| Neuseeland (RMNZ)            | 2× Platin                                                              | 60.000    |
| Vereinigte Staaten (RIAA)    | 2× Platin                                                              | 2.000.000 |
| Vereinigtes Königreich (BPI) | Platin                                                                 | 600.000   |
| Insgesamt                    | 1× Gold · 7× Platin ·                                                  | 2.825.000 |

Hauptartikel: Bruce Springsteen/Auszeichnungen für Musikverkäufe

## Kulturelle Bezüge
- Am Ende der Episode „The Quiz“ der TV-Serie „The Office“ spielte David Brent triumphierend per Luftgitarre den Anfang des Stückes, weil er einen vermuteten Sieg in einem Quiz-Wettbewerb feiern wollte. Dazu sagte er „Born to Run, the Slough branch“.
- In der Sesamstraße wurde ein Stück über das Rechnen gezeigt, das „Born to Add“ hieß und von einer Muppetpuppe gesungen wurde, die wie Springsteen aussah.[9]
- Jimmy Fallon eröffnete die 62nd Primetime Emmy Awards mit einem Cover des Liedes. Mit dabei waren Tina Fey, Jon Hamm, Jane Lynch, Lea Michele, Amber Riley, Cory Monteith, Chris Colfer, Kate Gosselin, Nina Dobrev, Joel McHale, Jorge Garcia, Randy Jackson und Tim Gunn.
- Das im Jahr 2009 populäre Buch von Christopher McDougall über das Laufen hatte den Titel Born to Run, und der Text des Liedes wurde zu Beginn eines Kapitels zitiert.
- Im Roman The second Coming von John Niven führte die Hauptperson, Jesus, Born to Run in einer American-Idol-ähnlichen Casting-Show auf.[10]
- Das Lied war am 27. Januar 2009 als herunterladbarer Teil des Videospiels Guitar Hero World Tour erhältlich. Zusammen mit „My Lucky Day“, war es Teil des Bruce-Springsteen-Paketes.
- The Summer Set erwähnten das Lied in ihrer Veröffentlichung Figure Me Out vom Januar 2016.
- Für Shuya Nanahara aus dem Buch Battle Royale von Kōshun Takami spielt das Lied Born to Run eine wichtige Rolle, weshalb es dort mehrfach erwähnt wird.

## Coverversionen
- Frankie Goes to Hollywood coverte das Stück in ihrem Debütalbum Welcome to the Pleasuredome im Jahr 1984.
- Big Daddy, eine Band, die aktuelle Stücke im Stil der 50er Jahre präsentiert, nahm das Stück für ihr 1991er Album Cutting Their Own Groove auf.
- Wolfsbane stellten ein Heavy Metalcover des Liedes auf ihrer EP Everything Else aus dem Jahr 1993 vor.
- Suzi Quatro coverte das Lied im Jahr 1995.
- Frank Turner coverte das Stück auf seiner Kompilation The Third Three Years aus dem Jahr 2015.

### Live Coverversionen
- Melissa Etheridge sang „Born to Run“ beim Benefizkonzert The Concert for New York City am 20. Oktober 2001 und erneut 2009 bei den Kennedy Center Honors, als sie das Lied für Springsteen interpretierte, der in diesem Jahr Preisträger war.
- Die britische Band McFly spielte das Lied am 10. Dezember 2007 in der Sendung Live Lounge des Senders BBC Radio 1.
- Die australische Band Something for Kate covert das Lied regelmäßig bei ihren Konzerten.
- Eine der seltenen Aufnahmen, in der Roger Daltrey, Leadsänger der Band The Who, das Lied singt, ist auf der Greatest-Hits-/Rarities-Platte Gold enthalten.
- Light This City nahmen ihre Version des Stückes für ihre letzte Platte „Stormchaser“ auf. Es war eine Zeit lang auf ihrem Myspace zu finden und auch bei Youtube.
- Die schottische Sängerin Amy Macdonald spielte das Lied auf einer ihrer Tourneen.
- Die aus Ohio stammende Gruppe Free Wild spielte ein Cover des Liedes auf ihren 2011er und 2012er Touren. Oft beendeten sie das Lied mit einer springsteeninspirierten Version des Kinderliedes Itsy Bitsy Spider.
- Eric Church zitierte Born to Run in seinem Lied Springsteen während seiner 2012–13er Tour.
- Am 25. August 2015, dem 40. Jubiläum der Veröffentlichung von Born to Run, führte die Indie-Rockband Superchunk ein Live-Cover des Liedes auf. Dabei traten auch die Gruppen …And You Will Know Us By the Trail of Dead und Crooked Fingers auf.[11]